# Lubawka (gmina)
Lubawka est une gmina mixte du powiat de Kamienna Góra, Basse-Silésie, dans le sud-ouest de la Pologne. Son siège est la ville de Lubawka, qui se situe environ 14 km au sud de Kamienna Góra, et 87 km au sud-ouest de la capitale régionale Wrocław.
La gmina couvre une superficie de 138,08 km2 pour une population de 11 604 habitants.

## Géographie
La gmina est bordée par la ville de Kowary et les gminy de Kamienna Góra et Mieroszów. Elle est également frontalière de la République tchèque.
La gmina contient les villages de Błażejów, Błażkowa, Bukówka, Chełmsko Śląskie, Jarkowice, Miszkowice, Niedamirów, Okrzeszyn, Opawa, Paczyn, Paprotki, Stara Białka, Szczepanów et Uniemyśl.